# كولبي بيشوب
كولبي بيشوب (بالإنجليزية: Colby Bishop)‏ (4 نوفمبر 1996 - ) هو لاعب كرة قدم بريطاني في مركز الهجوم. لعب مع ريال مدريد ويوفينتوس ومانشستر يونايتد وريال مدريد

## وصلات خارجية
- كولبي بيشوب على موقع قاعدة بيانات كرة القدم.إي يو (الإنجليزية)
- كولبي بيشوب على موقع Soccerbase.com (لاعب) (الإنجليزية)
- كولبي بيشوب على موقع Soccerway.com (الإنجليزية)